# Meinolf Finke
Pour les articles homonymes, voir Finke.
Meinolf Finke né le 14 août 1963 à Arnsberg, Westphalie, est un écrivain et poète allemand.

## Biographie
Meinolf Finke est né le 14 août 1963 à Arnsberg, Westphalie. Après avoir obtenu son diplôme d'études secondaires au lycée Laurentianum Arnsberg, le service militaire suivant et un apprentissage comme employé de banque, il a commencé des études en administration des affaires à l'Université de Bamberg en 1987, qu'il a complétées en 1992 avec un diplôme en administration des affaires. Le cours a été suivi de séjours linguistiques en France et en Italie. Depuis 1993, il travaille en Rhénanie dans le domaine du conseil fiscal et de l'audit.
En plus de son activité professionnelle dans le secteur commercial, Finke a développé son talent dans la guilde des écrivains, de préférence en poésie. Sa première publication date de 2006, quand il a été représenté avec des poèmes dans l'anthologie de poésie Die Jahreszeiten der Liebe. En mars 2014, son premier volume de poésie, Zauberwelten (Mondes magiques), est publié dans la série 100 Poems de Martin Werhand Verlag. Sa deuxième publication de poésie a suivi en novembre 2015 sous le titre Lichtgestöber dans la série 100 sonnets du même éditeur. Son troisième volume de poésie a été publié en décembre 2016 dans la série de poésie 50 Sonnets sous le titre Wintersonne. En septembre 2017, un autre titre de Finke est publié sous le titre Goldregenzeit dans la série de poésie 50 Sonnets. En décembre 2019, un volume des meilleurs poèmes de Finke a été publié dans la série 250 poèmes du MWV sous le titre Blütenlese.
La poésie de Meinolf Finke se caractérise par une poésie classique à prédominance romantique, par exemple, il écrit souvent dans le style sonnet traditionnel d'August von Platen.
Meinolf Finke vit et travaille à Bonn.

## Publications

### Ouvrages
- (de) Zauberwelten: 100 Gedichte, Melsbach, Martin Werhand Verlag, 2014, 190 p. (ISBN 978-3-943910-03-2)
- (de) Lichtgestöber: 100 Sonette, Melsbach, Martin Werhand Verlag, 2015, 164 p. (ISBN 978-3-943910-04-9)
- (de) Wintersonne: 50 Sonette, Melsbach, Martin Werhand Verlag, 2016, 120 p. (ISBN 978-3-943910-59-9)
- (de) Goldregenzeit: 50 Sonette, Melsbach, Martin Werhand Verlag, 2017, 120 p. (ISBN 978-3-943910-34-6)
- (de) Blütenlese: 250 Gedichte, Melsbach, Martin Werhand Verlag, 2019, 302 p. (ISBN 978-3-943910-37-7)

### Anthologies
- (de) Die Jahreszeiten der Liebe, Melsbach, Martin Werhand Verlag, 2006, 480 p. (ISBN 978-3-9806390-4-0)